# 李克远
李克远（？—981年），原名李光远，为宋太宗避讳改，北宋初年夏州党项政权官员，李继筠族父。
李克远出任银州刺史。宋太宗太平兴国四年（979年），随李继筠助宋太宗征北汉，率军沿黄河列阵，渡河攻略太原以张军势。太平兴国五年（980年），因李继捧以李继筠幼弟继位，心怀怨恨，与其弟李克顺等率兵袭击夏州，中伏败死。